# بوبي هيندريكس
بوبي هيندريكس (بالإنجليزية: Bobby Hendricks)‏ هو موسيقي ومغني أمريكي، ولد في 22 فبراير 1938 في كولومبوس في الولايات المتحدة.

## وصلات خارجية
- بوبي هيندريكس على موقع IMDb (الإنجليزية)
- بوبي هيندريكس على موقع ميوزك برينز (الإنجليزية)
- بوبي هيندريكس على موقع أول ميوزيك (الإنجليزية)
- بوبي هيندريكس على موقع ديسكوغز (الإنجليزية)